# Cajacaybia
Cajacaybia is een geslacht van hooiwagens uit de familie Gonyleptidae.
De wetenschappelijke naam Cajacaybia is voor het eerst geldig gepubliceerd door Roewer in 1957. 

## Soorten
Cajacaybia is monotypisch en omvat slechts de volgende soort:
- Cajacaybia spinigera